# Lazar Kukić
Lazar Kukić (Belgrado, 10 de diciembre de 1995) es un jugador de balonmano serbio que juega de central en el SC Pick Szeged. Es internacional con la selección de balonmano de Serbia.
Su primer gran campeonato con la selección fue el Campeonato Mundial de Balonmano Masculino de 2019.

## Palmarés

### Benfica
- Liga Europea de la EHF (1): 2022

### Dinamo Bucarest
- Liga Națională (2): 2023, 2024
- Copa de Rumania de balonmano (1): 2024

## Clubes
- RK Partizan (2013-2016)
- Club Balonmano Ciudad de Logroño (2016-2020)
- SL Benfica (2020-2022)[2]
- Dinamo Bucarest (2022-2024)
- SC Pick Szeged (2024- )[3]